# Lisna Slobidka
Lisna Slobidka (ukrainisch Лісна Слобідка; russisch Лесная Слободка/Lesnaja Slobodka, polnisch Słobódka Leśna) ist ein 1784 erstmals erwähntes Dorf in der ukrainischen Oblast Iwano-Frankiwsk mit etwa 1600 Einwohnern.
Am 12. Juni 2020 wurde das Dorf ein Teil neu gegründeten Landgemeinde Korschiw, bis dahin bildete es die Landratsgemeinde Lisna Slobidka (Ліснослобідська сільська рада/Lisnoslobidska silska rada) im Nordwesten des Rajons Kolomyja.